# Kurzętnik
Kurzętnik (Duits: Kauernik) is een dorp in de Poolse woiwodschap Ermland-Mazurië. De plaats maakt deel uit van de gemeente Kurzętnik en telt 2700 inwoners.